# 瀬川昌治
瀬川 昌治（せがわ まさはる、1925年10月26日 - 2016年6月20日）は、日本の映画監督、脚本家、舞台演出家。喜劇映画の名手とされ、1960年代に数多くの喜劇シリーズを監督した。

## 来歴・人物
1925年10月26日、東京市神田区神保町（現在の東京都千代田区神田神保町）の官吏の家に生まれる。学習院初等科、中等科に学び、一学年上の三島由紀夫などと交流する。学習院高等科 (旧制)在学中に陸軍船舶兵として応召。終戦後、東京帝国大学（現・東京大学）文学部英文科に入学するが、在学中は野球部のレギュラー外野手として活躍し、東京六大学野球リーグ戦にも出場した（東京大学野球部出身の映画監督としては、他に井坂聡や秋原正俊らがいる）。
卒業後は映画プロデューサーを目指し、当時ハリウッドのプロデューサー・システムを取り入れていた新東宝の製作部に入社するが、次第に演出に興味を持つようになり、1950年には同社の助監督部に異動して、阿部豊、松林宗恵、中川信夫などに師事した。新東宝が大蔵貢のワンマン体制に移行して従来のような自由な映画作りが困難になった1957年に退社。フリーのシナリオライターを経て、1959年、東映の契約助監督となる。
1960年、『ぽんこつ』で監督デビュー。アクション映画や文芸映画を手掛ける一方、榎本健一などの浅草出身コメディアンを起用して喜劇に才能を発揮する。1967年、東宝や松竹に対抗して東映が立ち上げた喜劇「列車シリーズ」の監督を任される。旧国鉄の協力を得て、全国各地の鉄道や観光地が登場する渥美清主演のこのシリーズは、計3本作られたが、列車シリーズを高く評価した松竹社長・城戸四郎から「松竹の正月映画で列車シリーズをやってほしい」との誘いを受けて、岡田茂東映プロデューサーから「ちょっと行ってこいよ」と言われ1968年に松竹に移籍。野村芳太郎監督のコント55号映画の同時上映作品として「旅行シリーズ」の一作目『喜劇・大安旅行』をフランキー堺主演で監督する。
列車シリーズの主人公が鉄道の車掌で固定されていたのに対して、旅行シリーズでは主人公は観光地の鉄道駅に勤務する駅員か駅長なども演じるようになり、作品に登場するロケ地もよりスケールアップして（『喜劇・誘惑旅行』ではフィリピン・ロケを敢行）、喜劇であると同時に観光地映画という独自のジャンルを確立する。緻密に練られた構成の妙と、伴淳三郎やミヤコ蝶々などベテラン喜劇俳優を巧みに使いこなしてヒット作を量産する瀬川の演出手法は、城戸四郎から絶大な信頼を得ることとなり、1969年の年頭挨拶において城戸は「瀬川を見習え」と全社員に訓示するというエピソードを残している。なお、松竹に移籍した背景には、東映で保留されていた先輩・三島由紀夫の小説『愛の疾走』映画化の企画を進めるという瀬川の意図があったが、旅行ものがシリーズ化されたために、『愛の疾走』の企画は立ち消えとなる。
旅行シリーズは計11本制作され、1972年の『快感旅行』で終了（のちに番外編としてテレビドラマ『喜劇団体旅行 開運祈願』がフランキー堺主演で作られている）。松竹では他に、渡辺祐介がメインディレクターを務めた「全員集合!!シリーズ」の『ザ・ドリフターズのカモだ!!御用だ!!』と『正義だ!味方だ!全員集合!!』、前田陽一が立ち上げた「喜劇・男シリーズ」の『喜劇・男の泣きどころ』と『喜劇・男の腕だめし』を手掛けている。
1978年に松竹を離れ、1984年ににっかつ（日活）ロマンポルノ『トルコ行進曲・夢の城』で衝撃的な映画界カムバックを果たす。この頃から、社会の最底辺にいる水商売の女たちや芸人たちのプロフェッショナリズム賛歌を喜劇タッチの中に盛り込むようになり、ビートたけしやタモリなどテレビタレントの意外な一面を引き出すことに成功した。最後の映画作品となった1990年の『Mr.レディー 夜明けのシンデレラ』でも、ニューハーフをプロ根性を持つ芸人と見なし、そのプロフェッショナリズム礼賛を喜劇タッチで描いた。
監督デビューの前後から脚本家として参加していたテレビドラマには、1965年の『国際事件記者』から監督として本格的に関わるようになり、1970年代～80年代には山口百恵、宇津井健が出演した「赤いシリーズ」や「スチュワーデス物語」などのヒットシリーズを手掛け、一方では『Gメン'75』、『夜明けの刑事』、『キイハンター』など刑事ドラマやアクションドラマも監督して、テレビドラマの黄金時代に大きく貢献した。一方、瀬川映画の顔である盟友・フランキー堺晩年の当たり役となった『赤かぶ検事奮戦記』など、映画時代の俳優たちの代表作となるテレビドラマも多数手掛ける。90年代以降もヒットメーカーとしての腕は少しも衰えることなく、「姉さん事件です」の流行語を生んだ「HOTELシリーズ」や「新幹線物語シリーズ」などのヒット作を送り出した。2004年からはテレビ東京(TX)系のハイビジョン・サスペンスドラマも手掛けている。また、大衆芸能に対する愛着をこめた舞台も数多く演出し、『東京浅草シネマクラブ』、『午後の遺言状』などの演劇作品の他、舟木一夫のミュージカル『アイ・ラブ・ニューヨーク』や盟友・丹波哲郎の『丹波哲郎の大霊界』などを演出している。
1985年に金井美恵子が映画雑誌「リュミエール」誌上において、瀬川の『瀬戸はよいとこ・花嫁観光船』に触れたことがきっかけとなり、1980年代末にはアテネフランセ文化センターのシネクラブを中心にして、にわかに再評価ブームが起きる。初期のミュージカル映画『乾杯!ごきげん野郎』や東映映画の名悪役・遠藤辰雄（遠藤太津朗）が主演した喜劇『三等兵親分』、そして夫婦交換を描いたシニカルな喜劇『喜劇・"夫"売ります!!』などがこの再評価ブームの中で若い映画ファンや研究者によって再発見され、瀬川喜劇映画は意外な形での復活を果たすこととなった。
晩年は演劇教室である瀬川塾を主宰し、役者の育成に注力していた。
2016年6月20日午前8時39分に老衰のため東京都千代田区の自宅で死去。90歳没。

## 家族・親族
- 祖父 瀬川昌耆 - 医学者
- 祖母 瀬川寿々 - 工学博士厚木勝基 叔母
- 伯父 瀬川昌世 - 医学者
- 叔母 瀬川順子 - 男爵小池正晁 妻
- 父 瀬川昌邦 - 実業家
- 兄 瀬川昌久 - 音楽評論家
- 弟 瀬川昌昭 - （株）瀬川事務所 社長

## 作品

### 監督 (映画)
- ぽんこつ(1960年)
- 拳銃野郎に御用心(1961年)

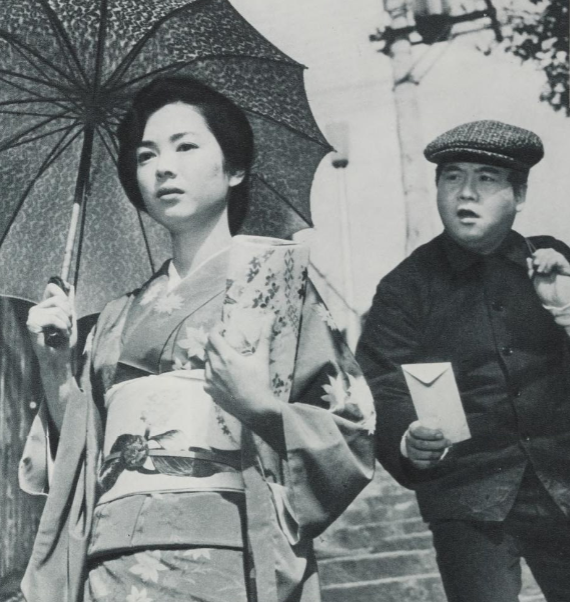
『図々しい奴』（1964年）

- 進藤の社長シリーズ・次郎長社長と石松社員(1961年)
- 進藤の社長シリーズ・次郎長社長よさこい道中(1961年)
- 乾杯!ごきげん野郎(1961年)
- 山麓(1962年)
- 次郎長社長と石松社員・安来ぶし道中(1963年)
- 馬喰一代(1963年)
- 図々しい奴(1964年)
- 続・図々しい奴(1964年)
- 虹をつかむ恋人たち(1965年)
- おヽい雲!(1965年)
- 地獄の波止場(1965年)
- 三等兵親分(1966年)
- 日本暗黒街(1966年)
- 暗黒街シリーズ・荒っぽいのは御免だぜ(1967年)
- 喜劇急行列車(1967年)
- 喜劇 競馬必勝法(1967年)
- 喜劇団体列車(1967年)
- 喜劇初詣列車(1968年)
- 喜劇 競馬必勝法 大穴勝負(1968年)
- 密告～たれこみ～(1968年)
- 喜劇 "夫"売ります!!(1968年)
- 喜劇 競馬必勝法 一発勝負(1968年)
- 喜劇 大安旅行(1968年)
- 喜劇 婚前旅行(1969年)
- 喜劇 逆転旅行(1969年)
- よさこい旅行(1969年)
- 縁結び旅行(1970年)
- アッと驚く為五郎(1970年)
- 満願旅行(1970年)
- 体験旅行(1970年)
- 開運旅行(1971年)
- 喜劇 頑張らなくっちゃ!(1971年)
- 喜劇 誘惑旅行(1972年)
- 喜劇 新婚大混線(1972年)
- 喜劇 怪談旅行(1972年)
- 快感旅行(1972年)
- 喜劇 男の泣きどころ(1973年)
- 喜劇 男の腕だめし(1974年)
- 喜劇 女の泣きどころ(1975年)
- ザ・ドリフターズのカモだ!!御用だ!!(1975年)
- 正義だ!味方だ!全員集合!!(1975年)
- 瀬戸はよいとこ 花嫁観光船(1976年)
- 喜劇役者たち 九八～クーパー～とゲイブル(1978年)
- トルコ行進曲 夢の城(1984年)
- 哀しい気分でジョーク(1985年)
- Mr.レディー 夜明けのシンデレラ(1990年)

### 脚本 (映画)
※自作監督作品の脚本は除く。
- 浅草の鬼(1955年、松林宗恵監督)※井手雅人と共同。
- 暴力街(1955年、小林恒夫監督)※井手雅人と共同。
- 君美しく(1955年、中村登監督)※井手雅人と共同。
- 天国はどこだ(1956年、松林宗恵監督)
- 顔(1957年、大曽根辰夫監督)※井手雅人と共同。
- 三十六人の乗客(1957年、杉江敏男監督)※井手雅人と共同。
- 殺人者を逃すな(1957年、小林恒夫監督)
- 血まみれの決闘(1957年、小石栄一監督)
- 彼奴は誰だッ(1958年、佐伯幸三監督)※峰竜太と共同。
- 今は名もない男だが(1958年、村山新治監督)
- 太陽に背く者(1959年、酒井辰雄監督)※浅野辰雄、関沢一郎と共同。
- 十七歳の逆襲 向う見ずの三日間(1960年、日高繁明監督)※野々垣冴と共同。
- べらんめえ芸者罷り通る(1961年、小石栄一監督)※川上参八と共同。
- がんこ親父と江戸っ子社員(1962年、渡辺祐介監督)※渡辺祐介と共同。
- わが恐喝の人生(1963年、佐伯清監督)※大川久男と共同。
- 地獄の野良犬(1966年、鷹森立一監督)
- 夜のバラを消せ(1966年、舛田利雄監督)※下飯坂菊馬と共同。
- 五泊六日(1966年、渡辺祐介監督)
- ちびっ子レミと名犬カピ(1970年、芹川有吾演出)

### テレビドラマ (監督)
- 国際事件記者(TBS)
  - 第12話『熱風』(1965年)
  - 第14話『囮』(1965年)
- 渥美清の泣いてたまるか(TBS)
  - 第13話『さよなら、敬礼!』(1966年)
- ザ・ガードマン(TBS)
  - 第293話『逃げろ!妻からの殺人指令』(1970年)
- キイハンター(TBS)
  - 第11話『パリから来た大泥棒』(1968年)
  - 第117話『東京-ホノルル豚を担いで珍道中』(1970年)
- オレとシャム猫(TBS)
  - 『強盗はベルを二度鳴らす』(1969年)
- 新・平四郎危機一発(TBS)
  - 第1話『りゃくだつのカーニバル』(1969年)
  - 第2話『殺しの花は赤い』(1969年)
- 大将(1970年、日本テレビ)
- 冠婚葬祭屋(1972年、NET、現：テレビ朝日)
- トリプル捜査線(フジテレビ)
  - 第1話『ポンコツ車の中の死美人』(1973年)
  - 第7話『必殺花火ダイナミック作戦』(1973年)
  - 第8話『赤ん坊に会いに来た殺人者』(1973年)
- 顔で笑って(TBS)
  - 第1話『28回目のお見合い』(1973年)
  - 第6話『失敗した新婚旅行』(1973年)
  - 第7話『後妻の泣きどころ』(1973年)
  - 第11話『結婚ノイローゼ』(1973年)
  - 第13話『年忘れ夫婦げんか』(1973年)
  - 第24話『ママどこへ行ったの?』(1974年)
  - 第26話『やっと結婚おめでとう』(1974年)
- 事件狩り(TBS)
  - 第9話『同棲時代のおわり』(1974年)
- バーディー大作戦(TBS)
  - 第10話『吸血ワラ人形の大予言』(1974年)
  - 第21話『刑事ボロンボ花嫁交換殺人事件』(1974年)
- 夜明けの刑事(TBS)
  - 第15話『ウソの結婚 刑事はつらいよ』(1975年)
  - 第18話『ウェディングドレスの秘密』(1975年)
  - 第20話『ウソから出たマコト』(1975年)
  - 第87話『ママはライバル殺人事件』(1976年)
  - 第100話『ヘビにかまれたスッポン刑事』(1977年)
  - 第111話『歌手になりたかったのに』(1977年)
- ライオン奥様劇場『星のふる里』(1975年、フジテレビ)
- 赤い疑惑(TBS)
  - 第1話『愛は突然に』(1975年)
- ベルサイユのトラック姐ちゃん(NET、現：テレビ朝日)
  - 『ベルトラ姐ちゃん一番手柄』(1976年)
  - 『ベルトラ姐ちゃん必勝法』(1976年)
  - 『ベルトラ姐ちゃん大奮闘』(1976年)
- Gメン'75(TBS)
  - 第76話『幻の女』(1976年)
  - 第108話『ヌードモデル殺人事件』(1977年)
  - 第115話『午前0時・女のミステリー』(1977年)
  - 第138話『復顔術』(1978年)
  - 第149話『結婚式の夜の出来事』(1978年)
  - 第152話『女だけの通夜』(1978年)
  - 第156話『女子大生誘拐!』(1978年)
  - 第297話『ラッシュアワーに動く指』(1981年)
  - 第311話『裸の女の死体を運ぶ刑事』(1981年)
  - 第325話『鹿賀丈史復帰作品・帰って来たラーメン屋刑事』(1981年)
  - 第327話『マイホーム親と子の殺し合い事件』(1981年)
- 赤い衝撃(TBS)
  - 第6話『今夜限りお別れします』(1976年)
  - 第7話『母の離婚』(1976年)
  - 第14話『かたきの娘は嫁にできない!』(1977年)
  - 第15話『死を前にした愛の美しさ』(1977年)
  - 第18話『結婚するなら母は死にます』(1977年)
  - 第24話『お願い私を一人にしないで!』(1977年)
  - 第25話『私の出生の秘密が今…』(1977年)
- 赤い激流(TBS)
  - 第3話『どうする!二人の夫にはさまれて』(1977年)
  - 第5話『聞かせてよ愛の曲を』(1977年)
  - 第10話『妻一人夫二人争いの果てに』(1977年)
  - 第13話『愛する妻が殺人者』(1977年)
  - 第18話『死刑判決に父と母の涙』(1977年)
  - 第25話『パリの恋人は告白する!』(1977年)
- 赤い激突(TBS)
  - 第4話『初めて知った!父母の秘密』(1978年)
  - 第10話『真夏の夜消えた娘たち』(1978年)
  - 第12話『死刑台の母は慟哭する』(1978年)
  - 第16話『パリの母・日本の母 殺人の密約』(1978年)
  - 第22話『私は恋のため犯人になる!』(1978年)
- ライオン奥様劇場『愛よいのちよ』(1978年、フジテレビ)
- 薔薇海峡（TBS)
  - 第2話『闇に揺れる心』(1979年)
  - 第5話『わが妻は殺人者?』(1979年)
  - 第9話『帰れぬ母の決意』(1979年)
  - 第12話『帰れ わが娘よ』(1979年)
  - 第14話『今すぐ結婚して!』(1979年)
  - 第17話『見えぬ目に父は別れを!』(1979年)
  - 第20話『父と娘は札幌へ』(1979年)
  - 第22話『お父さん!誰かが私を殺しに来る!』(1979年)
  - 第25話『反撃の火は今 海上に燃えて』(1979年)
- 赤い嵐(TBS)
  - 第5話『許されぬ結婚式』(1979年)
  - 第7話『恋人の謎をとく勇気』(1980年)
  - 第9話『北へ旅するミステリーな恋人たち』(1980年)
- 喜劇団体旅行 開運祈願(1980年、フジテレビ)
- 猿飛佐助(日本テレビ)
  - 『甲賀忍法飛龍昇天』(1980年)
  - 『甲賀忍法風遁忍び凧』(1980年)
  - 『御用金作戦 大山津波』(1980年)
  - 『甲賀忍法風神火傘』(1980年)
  - 『甲賀忍法火遁紅蓮陣』(1980年)
- 赤かぶ検事奮戦記(ABC)
  - 第1話『父は検事、娘は弁護士』(1980年)
  - 第2話『被告人名無しの権兵衛』(1980年)
  - 第3話『小糸坂の白骨』(1980年)
  - 第4話『呪いの紙草履』(1980年)
  - 第5話『うごめく蝸牛』(1980年)
- 土曜ワイド劇場『濡れた心〜レズビアン殺人事件〜』(1981年、テレビ朝日)
- ライオン奥様劇場『新・子育てごっこ』(1981年、フジテレビ)
- 傑作推理劇場『砂の密室』(1980年、テレビ朝日)
- 土曜ワイド劇場『目撃 殺人鬼に狙われた運命の母と子』(1981年、テレビ朝日)
- 土曜ワイド劇場『ガソリンスタンド殺人事件』(1981年、テレビ朝日)
- ひまわりの歌(TBS)
  - 『結婚サギの女・佐賀旅情』(1982年)
- 火曜サスペンス劇場『受験地獄・東大受験 その朝めざまし時計が鳴らなかった』(1982年、日本テレビ)
- 金曜ミステリー劇場『六月の危険な花嫁』(1982年、TBS)
- 時代劇スペシャル『道場破り』(1982年、フジテレビ)
- Gメン'82(TBS)
  - 第5話『私は殺される!』(1982年)
  - 第9話『車椅子の女』(1982年)
- ザ・サスペンス『高2の体験 闇からの殺意』(1982年、TBS)
- ザ・サスペンス『妻は告白する』(1983年、TBS)
- スチュワーデス物語(TBS)
  - 第3話『とんでもない噂』(1983年)
  - 第4話『ショックなラブシーン』(1983年)
  - 第13話『意外なプレゼント』(1984年)
  - 第15話『娘たちは怒ったぞ』(1984年)
  - 第18話『やるっきゃない恋』(1984年)
  - 第20話『ないしょ話』(1984年)
- 月曜ワイド劇場『たそがれ夫人』(1984年、テレビ朝日)
- 月曜ワイド劇場『団地妻の告白』(1984年、テレビ朝日)
- 火曜サスペンス劇場『見えない橋』(1984年、日本テレビ)
- 月曜ワイド劇場『妻は夫に何を与えたか』(1984年、テレビ朝日)
- スーパーポリス(TBS)
  - 第2話『ギャー!大列車ギャング出現!』(1985年)
  - 第8話『暗闇でドッキリ私は見た!』(1985年)
  - 第11話『罠それはキッスで始まった!』(1985年)
  - 第15話『サヨナラ素晴らしき男と女たち』(1985年)
- 水曜ドラマスペシャル『単身家族 最後に愛を見たのは』(1985年、TBS)
- 月曜ワイド劇場『思春期VS思春期』(1985年、テレビ朝日)
- 水曜ドラマスペシャル『おかしな二人』(1985年、TBS)
- 水曜ドラマスペシャル『松本清張スペシャル・支払い過ぎた縁談』(1985年、TBS)
- 月曜ワイド劇場『妻はなぜ夫を棄てたか』(1985年、テレビ朝日)
- 月曜ワイド劇場『妻はなぜ反乱したか』(1986年、テレビ朝日)
- 木曜ゴールデンドラマ『愛ありて、夢ありてこそ』(1986年、讀賣テレビ)
- 月曜ワイド劇場『気になる隣の新家族』(1986年、テレビ朝日)
- 金曜ドラマスペシャル『Wの悲劇』(1986年、フジテレビ)
- 月曜ワイド劇場『和久峻三の離婚』(1986年、テレビ朝日)
- 夏の特選サスペンス2『おかしな探偵・京都映画村ミステリー旅行』(1986年、TBS)
- 月曜ドラマ9『嫁姑 デリシャスグルメ合戦』(1986年、テレビ朝日)
- 遊びじゃないのよ、この恋は(TBS)
  - 第6話『とびこんで来たヤクザ医者!!』(1986年)
  - 第7話『ついに殺人がおきる!』(1986年)
- 水曜ドラマスペシャル『東京-金沢誘惑旅行』(1987年、TBS)
- 春のドラマスペシャル『襲われた人妻は何を失ったか』(1987年、テレビ朝日)
- 大都会25時(テレビ朝日)
  - 第1話『ホテトル嬢の見た夢は』(1987年)
  - 第2話『独身刑事の父子ゲーム』(1987年)
- 水曜ドラマスペシャル『私は二番目の女』(1987年、TBS)
- 水曜ドラマスペシャル『新人類スチュワーデス二人旅』(1987年、TBS)
- ドラマ特別企画『刑事弁護人 吾が子殺人』(1987年、テレビ東京)
- 特別企画実話ドラマ『京大アメリカンフットボール部誕生秘話 君に涙は似合わない』(1988年、ABC)
- 男と女のミステリー『ビッグアップルは眠らない』(1988年、フジテレビ)
- 月曜・女のサスペンス『闇の中の女』(1988年、テレビ東京)
- シリーズ・男の決断『暴かれたスキャンダル』(テレビ朝日)
  - 『会社の恥部発覚!追いつめられた広報室』(1989年)
  - 『マスコミの集中砲火!傷だらけの広報室』(1989年)
  - 『恐るべき謀略!苦悩する広報室』(1989年)
  - 『前代未聞の非常識!開き直った広報室』(1989年)
- HOTEL(TBS)
  - 第1期(1990年)
    - 第1話
    - 第2話『ルームキーを拾った女は?』

  - 第2期(1992年)
    - 第1話
    - 第2話『気になる関係』
    - 第5話『カラオケ音楽研究会』
    - 第6話『奇妙な三角関係』
    - 第7話『不思議な投書』
    - 第10話『ヤクザさま宿泊中』

  - 第3期(1994年)
    - 第3話『泥棒さま宿泊中』
    - 第4話『歓迎サギ御一行様』
    - 第7話『にせベルガール』
    - 第10話『女の日記盗難事件』
    - 第11話『NG名場面撮影中』
    - 第14話『ホテルの味!?』
    - 第15話『宝石を売る幽霊?』
    - 第18話『奇妙な新婚旅行』
    - 第19話『長崎空港の謎の女』
    - 第21話『家なき子ご宿泊中』

  - 第4期(1995年)
    - 第1話『新しい出発!!』
    - 第2話『悪魔のささやき』
    - 第5話『写真集モデル事件』
    - 第6話『約束!!』
    - 第9話『車椅子の幽霊!?』
    - 第13話『女子高生修学旅行』

  - 第5期(1998年)
    - 第1話『姉さんハワイに転勤です!!アメリカ式いじめで恐怖の連日です!』
    - 第2話『史上最低のお客様』
    - 第5話『天才とバカの関係』
    - 第8話『ストーカー宿泊中』
    - 第11話『ホテルマンの復讐!!金と地位を差し上げます!謎の男の不気味な注意にさぁー大変!!』
- 土曜ワイド劇場『ご主人を殺してあげます』(1990年、テレビ朝日)
- 火曜サスペンス劇場『愛と殺意の河』(1990年、日本テレビ)
- ドラマ特別企画『刑事弁護人 望郷』(1990年10月2日、テレビ東京) 主演：若山富三郎
- 木曜ゴールデンドラマ『バラ色の日々に』(1990年、讀賣テレビ)
- 男と女のミステリー特別企画『天皇陛下の野球チーム』(1990年、フジテレビ)
- HOTELスペシャル'90秋『姉さん事件です!』(1990年、TBS)
- HOTELスペシャル'91春『姉さんピンチです!』(1991年、TBS)
- デパート!夏物語(TBS)
  - 第1話『いらっしゃいませ!女子店員ナンパ様!!』(1991年)
  - 第2話『デートのあと、店中は大さわぎ』(1991年)
  - 第4話『怖い!真夜中に来るお客様』(1991年)
  - 第6話『ギョッ!!婦人服売場のないしょ話』(1991年)
- HOTELスペシャル'91秋『姉さん事件です!』(1991年、TBS)
- HOTELスペシャル'92春『姉さん謎です!777号室の客が……』(1992年、TBS)
- 天使のように生きてみたい(1992年、TBS)
- デパート!秋物語(TBS)
  - 第1話『いらっしゃいませ!ナンパのお客様』(1992年)
  - 第2話『いらっしゃいませ!スゴイお母さん達』(1992年)
  - 第8話『いらっしゃいませ!婦人服売場のナイショの話し』(1992年)
  - 第9話『見ちゃった!ほんとは父になる男のファッション』(1992年)
- 花王ファミリースペシャル『ミスター天気予報本日快晴!宮崎・綾町編』(1992年、フジテレビ)
- 花王ファミリースペシャル『ミスター天気予報本日快晴!新潟・越後湯沢編』(1993年、フジテレビ)
- 新幹線物語'93夏(TBS)
  - 第1話『女性パーサー定発!』(1993年)
  - 第2話『駅弁から出た札束』(1993年)
- HOTELスペシャル'93秋『姉さん信じられません!いたずら電話する女!?今晩ご宿泊中』(1993年、TBS)
- HOTELスペシャル'94春『姉さん異常です!結婚しない女で満室!?』(1994年、TBS)
- HOTELスペシャル'96新春『姉さん一大事です!覗かれてます スィートルームの金髪の美女が…』(1996年、TBS)
- 月曜ドラマスペシャル『右京警部補事件ファイルE』(1996年、TBS)
- 月曜ドラマスペシャル『ご存じ!サウナの玉三郎』(1996年、TBS)
- HOTELスペシャル'96冬『姉さんビックリです!スィートルームにご宿泊中の奥様が替え玉亭主を募集中!?』(1996年、TBS)
- 新幹線'97恋物語(TBS)
  - 第2話『個室の奇妙な二人』(1997年)
  - 第3話『ストーカーの女』(1997年)
  - 第7話『駅前留学の怪事件』(1997年)
  - 第8話『鴨とネギ背負う女』(1997年)
  - 第9話『盲導犬グレース』(1997年)
  - 第13話『私の選んだ道』(1997年)
- 月曜ドラマスペシャル『ご存じ!サウナの玉三郎2～琵琶湖旅情編』(1997年、TBS)
- 月曜ドラマスペシャル『ミステリー作家江戸川蘭子の事件簿』(1999年、TBS)
- 月曜ドラマスペシャル『ミステリー作家桜田桃子の冒険』(TBS)
  - Part 1(2000年)
  - Part 2(2002年)※以降は月曜ミステリー劇場枠で放映。
  - Part 3(2003年)
- HOTELスペシャル2000秋『姉さん!ビックリ大事件です!?』(2000年、TBS)
- 月曜ミステリー劇場『やとわれ女将 菊千代の事件簿』(TBS)
  - Part 1(2004年)
  - Part 2(2005年)
  - Part 3(2006年)
- 月曜ミステリー劇場『駅前タクシー湯けむり事件案内』(TBS)
  - Part 2(2004年)
  - Part 3(2005年)
- 女と愛とミステリー『警察署長・たそがれ正治郎』(2005年、テレビ東京)
- BSミステリー『不倫調査員・片山由美 京都・着付け教室美人妻殺人事件』(BSジャパン、2006年)

### 舞台演出
- 千昌夫特別公演『夢の浅草行進曲』(新宿コマ劇場)
- 東京浅草シネマクラブ（シアターVアカサカ)
- 大霊界 死んだらどうなる
- 午後の遺言状(東京芸術劇場中ホール)
- バーストマン第39回公演『奥様は化け猫』(三百人劇場)
- 劇団適第1回公演『裸天国』
- アイ・ラブ・ニューヨーク(新神戸オリエンタル劇場)

## 関連人物
- 三島由紀夫＝学習院以来瀬川と交流。輔仁会雑誌に瀬川が寄稿した文章を賞賛する。
- 中川信夫＝『思春の泉』などで瀬川を助監督に起用。
- 阿部豊＝『戦艦大和』で瀬川を助監督に起用。
- 松林宗恵＝『東京のえくぼ』『人間魚雷回天』などで瀬川を助監督に起用。
- 井上梅次・渡辺祐介＝瀬川を含めた新東宝出身のこの三人が、昭和40年代の松竹大船映画を支える
- 榎本健一＝『乾杯!ごきげん野郎』出演。
- 梅宮辰夫＝『乾杯!ごきげん野郎』主演。
- 今井俊二（今井健二）＝『乾杯!ごきげん野郎』出演。
- 佐久間良子＝『ぽんこつ』『喜劇・急行列車』主演。
- 三田佳子＝『乾杯!ごきげん野郎』主演。
- 世志凡太＝『乾杯!ごきげん野郎』他、多数出演。瀬川の盟友。
- 南廣＝『乾杯!ごきげん野郎』他、多数出演。瀬川映画の顔の一人。
- 西村晃＝『乾杯!ごきげん野郎』他、多数出演。瀬川映画の顔の一人。
- 丹波哲郎＝『Gメン'75』主演。舞台『大霊界』製作総指揮。瀬川の盟友の一人。
- 俊藤浩滋＝『三等兵親分』のプロデューサー。
- 谷啓＝『図々しい奴』シリーズ主演。
- 鶴田浩二＝『日本暗黒街』主演。
- 安藤昇＝『密告（たれこみ）』主演。
- 木村功＝『密告』他多数出演。
- 三国連太郎＝『馬喰一代』主演。
- 池上金男（池宮彰一郎）＝『喜劇・"夫"売ります!!』脚本。
- 舟橋和郎＝列車シリーズ、旅行シリーズ脚本。
- 渥美清＝列車シリーズ主演。
- フランキー堺＝旅行シリーズ他多数主演。瀬川の盟友。
- 伴淳三郎＝旅行シリーズレギュラー。
- 財津一郎＝旅行シリーズ準レギュラー。『瀬戸はよいとこ花嫁観光船』主演。
- ミヤコ蝶々＝旅行シリーズレギュラー。
- 森田健作＝旅行シリーズ準レギュラー。
- 倍賞千恵子＝旅行シリーズヒロイン。
- 団令子＝旅行シリーズヒロイン。
- ピンキーとキラーズ＝旅行シリーズゲスト歌手。
- 鶴岡雅義と東京ロマンチカ＝旅行シリーズゲスト歌手。
- 立原博＝旅行シリーズレギュラー。
- 佐藤允＝『誘惑旅行』出演。
- 丸山恵司＝旅行シリーズ他の撮影。加藤泰の松竹作品も手掛ける。
- いずみたく＝旅行シリーズ音楽。
- ハナ肇＝『アッと驚く為五郎』主演。
- 太地喜和子＝『喜劇・女の泣きどころ』主演。
- タモリ＝『喜劇役者たち・九八とゲーブル』主演。
- 愛川欽也＝『喜劇役者たち・九八とゲーブル』主演。
- ビートたけし＝『哀しい気分でジョーク』主演。
- 片岡鶴太郎＝『Mr.レディー・夜明けのシンデレラ』主演。
- 大場久美子＝『濡れた心〜レズビアン殺人事件〜』主演。
- 下飯坂菊馬＝瀬川のテレビ作品を支えた脚本家。
- 浜木綿子＝『ベルサイユのトラック姐ちゃん』主演。
- 山口百恵＝赤いシリーズ主演。
- 宇津井健＝赤いシリーズ主演。
- 高嶋政伸＝『HOTEL』『新幹線'97恋物語』他主演。
- 小林稔侍＝『新幹線物語』他多数主演。
- 松方弘樹＝『HOTEL』主演。
- 井坂聡＝東大野球部の後輩。瀬川とともに「映画村」主宰。